# Doxapram
El clorhidrato de Doxapram (comercializado como Dopram) es un estimulante respiratorio. Al ser administrado por vía intravenosa, el doxapram estimula un incremento en el volumen corriente y la frecuencia respiratoria.

## Mecanismo de acción
El doxapram estimula quimiorreceptores en la arteria carótida, los cuales a su vez, estimulan los centros respiratorios en el tallo cerebral.

## Descripción
El doxapram es un polvo blanco a blanquecino, inodoro y cristalino que es estable a la luz y el aire. Es soluble en agua, escasamente soluble en alcohol y prácticamente insoluble en éter. Los productos inyectables tienen un pH de 3.5-5. El alcohol bencílico o clorobutanol es adicionado como un agente preservativo en las inyecciones comercialmente disponibles.

## Usos
El doxapram es usado en cuidado intensivo para estimular la frecuencia respiratoria en pacientes con falla respiratoria. Este puede ser útil para el tratamiento de depresión respiratoria en pacientes con sobredosis de medicamentos tales como buprenorfina la cual puede responder inadecuadamente al tratamiento con naloxona.
Esta es tan efectiva como la petidina para suprimir el temblor después de las cirugía.

## Efectos adversos
Puede ocurrir hipertensión, ataque de pánico, taquicardia (aumento del ritmo cardiaco), temblor, sudoración y vómito. Se han reportado convulsiones. No puede ser usado en pacientes con enfermedad coronaria, epilepsia e hipertensión. También está contraindicado en neonatos y lactantes, debido a la presencia de alcohol bencílico.